# 1979 en rugby à XV
Cette page présente les faits marquants de l'année 1979 en rugby à XV : les principales compétitions et évènements liés au rugby à XV et rugby à sept ainsi que les naissances et décès de grandes personnalités de ces sports.

## Principales compétitions
- Coupe d'Angleterre (du ?? ???? 1978 au 21 avril 1979)
- Currie Cup
- Championnat de France (du ?? ???? 1978 au 27 mai 1979)
- Championnat d'Italie (du ?? ???? 1978 au ?? ??? 1979)
- Tournoi des Cinq Nations (du 20 janvier au 17 mars 1979)

## Événements

### Mars
- 17 mars : le pays de Galles remporte le Tournoi des Cinq Nations après sa victoire 27 à 3 contre les Anglais.

### Avril
- 21 avril : les Leicester Tigers remportent la John Player Cup pour la première fois en disposant 15-12 du Moseley RFC lors de la finale à Twickenham[1].

### Mai
- 27 mai : le RC Narbonne remporte le Championnat de France de rugby à XV de première division 1978-1979 après avoir battu le Stade bagnérais en finale.
- 20 mai : l'Union montilienne sportive remporte le Championnat de France de rugby à XV de deuxième division 1978-1979 après avoir battu le Stade foyen rugby sur le score de 15 à 9 en finale[2].
- ? mai :  le Sanson Rovigo remporte pour la neuvième fois le Championnat d'Italie. Trois clubs sont relégués pour permettre la saison suivante de revenir à douze équipes[3].

### Juillet
- 14 juillet : première victoire 24 à 19 de la France en Nouvelle-Zélande face aux All Blacks.

## Principales naissances
- 21 janvier : Brian O'Driscoll, international irlandais jouant au poste de centre, naît à Dublin.
- 2 mars : David Skrela, international français jouant au poste de demi d'ouverture, naît à Toulouse.
- 14 avril : Iain Balshaw, international anglais évoluant au poste d'arrière, naît à Blackburn.
- 25 mai : Jonny Wilkinson, international anglais détenteur du record du nombre de points marqués avec un total de 1 179 en 91 sélections, naît à Frimley, dans le comté de Surrey.
- 3 juin : Erik Lund, international norvégien évoluant au poste de deuxième ligne, naît à Fredrikstad.
- 12 juin : Damien Traille, international français pouvant jouer indifféremment aux postes de demi d'ouverture, de centre et d'arrière, naît à Pau.
- 22 septembre : Bakkies Botha, international sud-africain, naît à Newcastle.
- 26 septembre : Jean-Baptiste Poux, pilier international français, naît à Béziers.
- 26 octobre : Gavin Williams, international samoan jouant trois-quart centre, naît à Auckland en Nouvelle-Zélande.